# Beloglottis costaricensis
Beloglottis costaricensis es una especie de orquídea de hábito terrestre originaria del sur de Florida, México y América tropical.

## Distribución y hábitat
Se distribuye por Florida, México, Belice, Costa Rica, El Salvador, Guatemala, Honduras, Panamá, República Dominicana, Trinidad, Surinam, Venezuela, Bolivia, Colombia, Ecuador, Perú, Brasil  y  Nicaragua donde es poco frecuente, se encuentra en los bosques húmedos de la zona atlántica en alturas de 100–850 metros. La floración se produce en marzo. Se distingue por la flor larga y delgada y los 2 cornículos largos en la base del labelo.

## Descripción
Es una orquídea de hábito terrestre que alcanza hasta  los 25 cm de alto, con raíces carnosas y pubescentes, hojas basales presentes durante la época de floración. Las hojas son elípticas, de 12–19 cm de largo y 2–3 cm de ancho; con pecíolo de 6 cm de largo. La inflorescencia erecta, con brácteas lanceoladas de 1.8 cm de largo, las flores blancas con los nervios centrales verdes, los sépalos y pétalos con base verdosa; sépalos pilosos, glandular-pubescentes en la porción basal exterior, el dorsal 4.3 mm de largo y 1.2 mm de ancho, los laterales 6 mm de largo y 1.2 mm de ancho, con la base ligeramente pubescente en el interior, unidos en la base formando un mentón pequeño; pétalos linear-lanceolados, de 4 mm de largo y 1 mm de ancho, agudos; labelo ovado-lanceolado, 6 mm de largo y 2.5 mm de ancho, con una uña corta y ancha, contraído cerca de la mitad, el ápice fuertemente encorvado y dilatado en el centro dándole apariencia lobada, la porción apical ligeramente verrugosa, bordes finamente erosos, con un callo marginal conspicuo a cada lado de la base; columna 3 mm de largo.

## Taxonomía
Beloglottis costaricensis fue descrita por (Rchb.f.) Schltr. y publicado en Beihefte zum Botanischen Centralblatt. Zweite Abteilung 37(2/3): 365. 1920.
Etimología
Beloglottis: nombre genérico que proviene del griego belos que significa "dardo", y glotta, la "lengua", en referencia al formato de los labios de sus flores.
costaricensis: epíteto geográfico que alude a su localización en Costa Rica.
Sinónimos
- Spiranthes costaricensis Rchb.f., Bonplandia (Hannover) 3: 214 (1855).
- Gyrostachys costaricensis (Rchb.f.) Kuntze, Revis. Gen. Pl. 2: 664 (1891).
- Spiranthes bicaudata Ames, Orchidaceae 7: 126 (1922).
- Beloglottis bicaudata (Ames) Garay, Opera Bot., B 9(225: 1): 253 (1978).[1]